# 平準化
製造業における平準化（へいじゅんか）は、色々な種類の製品を均等にばらして生産すること。同じものをまとめて生産するロット生産と対比して考えることができる。
平準化を考える時には大きく、量の平準化と、中身（種類）の平準化を考えることになる。
段取替の時間などの必要性から、最後は1個単位にまでは平準化しきることが困難な場合もでてくるが、基本的にはロットを小さくする努力と平準化をしていく努力を組合わせていくことによって効率化が図れるケースは多い。
日本国外でも"Heijunka"という単語がこの意味で使われている。

## 目的
1. 原材料調達
2. 完成品在庫
3. 作業負荷

の振れを少なくすることによる効率化の追求である。

## ポイント
- ジャストインタイムを実現するには、この平準化という考え方がベースとなり、すべての関連する生産工程に暗黙のうちに一定のリズムを刻むことによって成り立つ。平準化しきれていない世界でのジャストインタイムは依然、何らかのムダを抱えている。
- 平準化による効率化を図るためには、1つの工場だけでやってもあまり効果は上がらず、関連する仕入先と一緒になって実行する必要がある。
- 生産ラインは色々な種類の製品を混在させて作れる（混流生産）ような構えができている必要がある。
この点で、平準化生産は「1個流し」と相関関係にある。
- 設備制約や、作業の組合せによる制約から、生産ラインへの投入順序の平準化の必要性が生じてくることもある。

## 例
1ヶ月間（稼働20日で）Aという製品を1000個、Bという製品を400個、Cという製品を200個作るとする。

### ロット生産の場合
1日当たり80個生産が可能だが、もし1日目から13日目の途中までAを作り続け、次にBを5日間、そのあとにCを2日半で作るとすると、
1. 原材料が異なる場合、A用の仕入先はこの月は月初の13日だけ納入してあとは休み。
Cの仕入れ先は月末2日半だけ納入することになる（または、月単位で買い付けた部品が大半工場内で寝ていることになる）。
2. お客様はおそらく、A,B,Cをこの順序では購入してはくれず、お客様のニーズに合わせて出荷をするためには、完成品の在庫を管理する必要が出てくる。
3. 作業負荷がA,B,Cともに同じである場合は問題ないが、異なる場合には、同じ人員でこの生産パターンを行うと、駆け足作業や、手待ちが発生することになる。

### 平準化生産の場合
20日間、毎日、Aを50個、Bを20個、Cを10個作ることにする。
また、できるだけ生産ラインに何が流れてきても良いような構えにしておいて、1日の中でも、AABAACABというパターンを10回繰り返すような形態がとれれば、作業負荷の平準化も図れる。

## 具体手法
平準化を実際に実現する際の制御については、主に下記のような手法が考えられる。

### 月次生産計画時
平準化計画は主に比率計算で平たく計画を置いていく。
製品の仕様が複雑で、それぞれの製品タイプの中に複数の平準化対象項目が混在する場合には、管理項目ごとに平たく並べる工夫が必要になる。

### ラインへの製品投入時
実際にラインに製品を投入する際には、比率と言ってもどの範囲をとればよいのかが分かりにくい。必要に応じて下記のような制御をおこない、その上で全体が月度生産計画の比率に対応するように調整することが現実的な対応となる。

#### Max-Min制御
既に投入したn個の製品種類を母数にして、その中に占める対象品の最大または最小値を既定する。
例：ある設備に製品タイプ別に専用のアタッチメントをつける必要があるがその数が限られている場合。
Aは10個、Bは5個、Cは3個アタッチメントがあるとする。また、アタッチメントを使用し、外してまた戻ってくるまでの工程数は10個分だとする。Cが連続で4つ来てしまうと4つ目のアタッチメントが戻って来ないのでそこでラインはとまってしまう。Bも6つ連続で来ると同じことが起きる。
そこで、ラインを止めないための制約はAは無し、BはMax10個中5個まで、CはMax10個中3個までと制御する。さらに、月次の比率に応じて、例えばAを5個中Max4個Min2個という様に設備制約に合う範囲で全体の比率にも合わせた制御を入れていくことになる。

#### 連間制御
「連」は連続、「間」は間隔で、たとえば、ある条件は「連続2個までは続けて流してもよい。」とか、「必ず間隔1以上あけて流すこと。」というような制御をおこなうことを言う。
連間制御は、とりわけ作業負荷を意識した際にわかりやすい考え方で、「作業が大変な種類のものは必ず間隔を空けて流してください」というような趣旨で用いる。連続してラインに投入される2つの製品の関係を厳密に定義したい場合には、比率制御より直接的な表現が可能である。
連間制御でも結局は比率に置き換えて考えることは可能で、間隔1であればMax50%だし、連続2であればMax66.6%ということになるが、それ以上（以下）となり得るので、厳密に比率を制御する必要がある場合にはMax-Min制御の方がふさわしいと言える。